# Article 2 de la Constitution de la Cinquième République française
Article premier Article 3
L'article 2 de la Constitution de la Cinquième République française définit les principaux symboles et le principe de gouvernement de la République française depuis le passage à la Cinquième République le 5 octobre 1958.

## Texte
« La langue de la République est le français.

L'emblème national est le drapeau tricolore, bleu, blanc, rouge.
L'hymne national est la Marseillaise.
La devise de la République est Liberté, Égalité, Fraternité.

Son principe est : gouvernement du peuple, par le peuple et pour le peuple. »
— Article 2 de la Constitution

### Historique
Cet article a repris les dispositions de l'article 2 de la Constitution de 1946, qui disposait :
« L'emblème national est le drapeau tricolore, bleu, blanc, rouge à trois bandes verticales d'égales dimensions.

L'hymne national est la Marseillaise.
La devise de la République est : « Liberté, Égalité, Fraternité. »

Son principe est : gouvernement du peuple, pour le peuple et par le peuple. »
— Constitution de la Quatrième République française
La révision constitutionnelle du 25 juin 1992 a ajouté l'alinéa qui institue le français comme langue officielle de la République.
L'article comprenait à l'origine la phrase suivante : « La France est une République indivisible, laïque, démocratique et sociale. Elle assure l'égalité devant la loi de tous les citoyens sans distinction d'origine, de race ou de religion. Elle respecte toutes les croyances. » Cette phrase a été déplacée à l'article premier par la révision constitutionnelle du 4 août 1995.

## La pratique de l'article

### Le premier alinéa
Le premier alinéa (« La langue de la République est le français. ») a été ajouté par la loi constitutionnelle du 25 juin 1992,.
Lors du vote sur l’ajout dans l’article 2 de la Constitution du
principe selon lequel « la langue de la République est le français », le Ministre de la Justice a certifié aux députés et sénateurs que cette précision ne nuirait aucunement aux langues régionales.

#### Loi Toubon
La loi Toubon et son décret d'application du 3 juillet 1996 s'inscrivent dans le cadre de l'application de cet alinéa. Le conseil constitutionnel a censuré partiellement cette loi en estimant qu'on ne pouvait imposer une terminologie officielle aux personnes privées ou aux services de communication, ce qui limite la portée de l'article 2.

#### Jurisprudence constitutionnelle
Décision Statut de la collectivité territoriale de Corse
Le 9 mai 1991, le Conseil constitutionnel rend une décision relative au statut de la collectivité territoriale de Corse, dont une loi autorisait l'Assemblée territoriale de Corse à établir « un plan de développement de l'enseignement de la langue et de la culture corses ». Alors même que ce premier alinéa n'est pas entré en vigueur (le projet date de 1992), le Conseil constitutionnel considère que l'enseignement de la langue corse n'est pas contraire à la Constitution, et au principe d'égalité, « dès lors qu'il ne revêt pas un caractère obligatoire ».
Décision Autonomie de la Polynésie française
Le 9 avril 1996, le Conseil constitutionnel français rend une première décision après l'entrée en vigueur du premier alinéa de l'article 2.
Il y indique, dans un considérant de principe, que l'article 2 de la Constitution ne s'applique qu'au sujet de l'« usage du français aux personnes morales de droit public et aux personnes de droit privé dans l'exercice d'une mission de service public, ainsi qu'aux usagers dans leurs relations avec les administrations et services publics ». Toute autre interprétation serait contraire à la Constitution. Par suite, le pouvoir législatif peut autoriser que l'étude et la pédagogie de la langue et de la culture tahitiennes soient enseignées dans un cursus scolaire normal en Polynésie française sans violer la Constitution. Cependant, le Conseil constitutionnel émet une réserve : en vertu du principe d'égalité, l'enseignement de la langue tahitienne ne peut pas être obligatoire pour tous les élèves.
Décision Charte européenne des langues régionales ou minoritaires
En 1999, le Conseil constitutionnel français avait été saisi, en vertu de l'article 54 de la Constitution française, pour examiner la conformité de la Charte européenne des langues régionales ou minoritaires à la Constitution.
Le juge constitutionnel s'est notamment servi de cet alinéa pour dire que certaines clauses de cette Charte étaient contraires à la Constitution, « en ce qu'elles tendent à reconnaître un droit à pratiquer une langue autre que le français non seulement dans la "vie privée" mais également dans la "vie publique", à laquelle la Charte rattache la justice et les autorités administratives et services publics ».
Néanmoins, dans un considérant final, le Conseil constitutionnel décide que « n'est contraire à la Constitution, eu égard à leur nature, aucun des autres engagements souscrits par la France, dont la plupart, au demeurant, se bornent à reconnaître des pratiques déjà mises en œuvre par la France en faveur des langues régionales », ce qui signifie que seuls les objectifs et les principes de la Charte sont contraires à la Constitution, tandis que ses modalités pratiques y sont conformes.
Il aurait donc fallu procéder à une modification de la Constitution pour procéder à la ratification de l'ensemble de ce traité international, non seulement en modifiant l'article 2, mais aussi en modifiant son article premier, car cette Charte porte également atteinte, selon le Conseil constitutionnel, « aux principes d'indivisibilité de la République, d'égalité devant la loi et d'unicité du peuple français ».
Cette révision n'a jamais eu lieu, au vu du caractère fondamental de ces dispositions constitutionnelles.
Protocole de Londres sur la non-traduction des brevets européens
Le protocole de Londres avait pour objet de réduire, au stade de la validation des brevets, les exigences de traduction. La traduction intégrale du brevet n'était donc plus obligatoire. Cet accord devant être autorisé par le Parlement, il a donné lieu à des débats à l'Assemblée nationale et au Sénat. Le Conseil constitutionnel s'est exprimé quant à la compatibilité à la Constitution de ce protocole, par une décision du 28 septembre 2006.
Dans cette décision, le Conseil réaffirme que l'usage du français ne s'impose qu'aux personnes morales de droit public et aux personnes de droit privé dans l'exercice d'une mission de service public. Mais les rapports juridiques entre  le titulaire d'un brevet et les tiers qui y sont intéressés ne sont que de purs rapports de droit privé. Le protocole n'est donc pas contraire à l'article 2, alinéa 1er, de la Constitution.
Loi Molac
Le conseil constitutionnel censure deux articles de la loi portée par Paul Molac sur la protection et la promotion des langues régionales car contraires à l'article 2 et décide donc que l'enseignement immersif en langue régionale n'est pas possible dans les écoles publiques ou sous contrat avec l'État, et que les signes diacritiques des langues régionales ne sont pas possibles dans les actes d'État civil,.
Le Conseil des droits humains des Nations unies exprime son inquiétude vis-à-vis de cette censure : « Nous craignons que l’adoption et l’application de cette décision puissent entraîner des atteintes importantes aux droits humains des minorités linguistiques en France ».

#### Jurisprudence administrative
Écoles Diwan
Cet alinéa a également servi de fondement juridique aux recours pour excès de pouvoir à l'encontre d'arrêtés et de circulaires du Ministre de l'Éducation nationale, accueillant les Écoles Diwan au sein de l'enseignement public,.
Assemblée territoriale de Polynésie française
Le 29 mars 2006 le Conseil d’État annule une disposition du règlement intérieur de cette assemblée permettant à chacun de choisir entre le français et le tahitien.
Cette décision étant restée sans effet, l'Assemblée nationale a voté dans la nuit du jeudi 22 novembre au 23 novembre 2007 un amendement (rapporteur Jérôme Bignon) à la loi portant sur l'organisation électorale de la Polynésie. Cet amendement interdit l'usage du tahitien, malgré les protestations déjà exprimées par les représentants polynésiens.

#### Propositions de révision constitutionnelle tendant à prévoir la reconnaissances des langues régionales
Le député Daniel Mache a proposé le 9 septembre 2005, au cours de la XIIe législature, une proposition de loi constitutionnelle visant à instaurer un nouvel article 53-3 à la Constitution qui aurait disposé « La République française peut adhérer à la Charte européenne des langues régionales ou minoritaires, signée le 7 mai 1999, complétée par sa déclaration interprétative. ». Aucun rapporteur n'a jamais été désigné, et cette proposition n'a jamais été mise à l'ordre du jour par le Gouvernement. 
Toutefois, l'Assemblée nationale française a rejeté, le 13 décembre 2006, un amendement au projet de révision de l'article 77 de la Constitution, qui proposait d'ajouter à cet alinéa le texte « dans le respect des langues régionales qui font partie de notre patrimoine ». Pour le ministre de l'outre-mer de l'époque, François Baroin, qui représentait le Gouvernement français, cet amendement n'aurait pas eu de portée normative, et n'aurait pas permis de résoudre le problème de la ratification de la France à la Charte européenne des langues régionales ou minoritaires. Mais si l'amendement a été rejeté, il ne l'a été que par 13 voix, au lieu de 25 auparavant, et alors même que des députés ont voté contre en raison du caractère « cavalier » de cet amendement,,.
La révision constitutionnelle du 23 juillet 2008 a finalement inscrit une reconnaissances des langues régionales à l'article 75-1 de la Constitution et non à l'article 2.

### Le second alinéa
Le second alinéa de l'article 2 (« L'emblème national est le drapeau tricolore, bleu, blanc, rouge. ») précise quel est l'emblème  officiel de la France. Il est déjà, depuis 1830, l'unique emblème de la France, et avait été inséré dès le texte original de 1958.
Décision Loi pour la sécurité intérieure
La Loi pour la sécurité intérieure créait, dans son article 113, un délit d'outrage public à l'hymne national ou au drapeau tricolore, punissable de 7 500 € d'amende. Le Conseil constitutionnel, saisi par 60 députés et 60 sénateurs, a émis une réserve d'interprétation à cette disposition, considérant « que sont exclus du champ d'application de l'article critiqué les œuvres de l'esprit, les propos tenus dans un cercle privé, ainsi que les actes accomplis lors de manifestations non organisées par les autorités publiques ou non réglementés par elles », afin de concilier cette incrimination, jugée suffisamment claire et précise, avec « la garantie des libertés constitutionnellement protégées ». Ce délit ne trouverait donc à s'appliquer que dans le cas « des manifestations publiques à caractère sportif, récréatif ou culturel se déroulant dans des enceintes soumises par les lois et règlements à des règles d'hygiène et de sécurité en raison du nombre de personnes qu'elles accueillent ». De plus, la peine d'amende ne revêt, pour le juge constitutionnel français, aucun caractère manifestement disproportionné.
La loi est aujourd'hui en vigueur, et ce délit se trouve à l'article 433-5-1 du Code pénal français.

### Le troisième alinéa
La Marseillaise est décrétée chant national le 14 juillet 1795 (26 messidor an III) par la Convention, à l'initiative du Comité de salut public. Elle est abandonnée en 1804 sous l’Empire et remplacée par le Chant du départ, puis reprise en 1830 pendant la révolution des Trois Glorieuses qui porte Louis-Philippe Ier au pouvoir. Hector Berlioz en élabore une orchestration qu’il dédie à Claude Joseph Rouget de Lisle.
La IIIe République en fait un hymne national le 14 février 1879. Une version officielle est adoptée en 1887, en prévision de la célébration du centenaire de la Révolution. 
Pendant la période de l'État français, elle continue d'être l'hymne national, tout en étant souvent remplacée par Maréchal, nous voilà !. Son caractère d’hymne national est à nouveau affirmé en 1946 par la IVe République et en 1958 dans l'article 2 de la Constitution de la Ve République. Sous son mandat de président de la République française, Valéry Giscard d'Estaing fait diminuer le tempo de La Marseillaise afin d’atteindre le rythme originel. Par conséquent, la Marseillaise jouée actuellement est une adaptation de la version officielle de 1887.

### Le quatrième alinéa
Le quatrième alinéa donne la devise de la République française.
Le député Franck Marlin avait déposé, le 13 janvier 2004, au cours de la XIIe législature, une proposition de loi constitutionnelle visant à ajouter le mot « Laïcité » à la devise républicaine française. Cette proposition est restée sans conséquences.

### Le cinquième et dernier alinéa
Le cinquième alinéa énonce le principe de la République française, en reprenant une formule de Abraham Lincoln dans son discours de Gettysburg : « gouvernement du peuple, par le peuple et pour le peuple ».
L'expression figurait déjà, à l'ordre des prépositions près, à l'article 2 de la Constitution de la IVe République.
Pour le constitutionnaliste Guy Carcassonne, il s'agit d'un propos qui a plus de sonorité que de sens (Plus sonnat quam valet, selon une formule de Sénèque), « pompeux et de surcroît inexact »[réf. souhaitée].